# Demétrio de Pharos
Demétrio de Pharos (também Pharus) (em grego clássico: Δημήτριος ἐκ Φάρου) foi um governante de Pharos envolvidos na Primeira Guerra Ilíria depois que ele governou uma porção da Ilíria na costa do Adriático, em nome dos romanos, como um rei cliente.
Demétrio era um regente governante para Pinnes, filho de Agron, que era muito jovem para governar como rei. Quando os romanos estavam ocupados com seus próprios problemas, ele tinha crescido mais como um aliado da Macedônia e também através da conquista de Dimallum da Dalmácia, na costa voltada para Issa. Juntamente com scerdilaidas, ele rumou para o sul de Lissus e quebrou o tratado, atacando aliados romanos no Mar Adriático e pilhou muitas cidades da Cyclades e Peloponeso. Ele foi expulso da Ilíria por Roma após a Segunda Guerra Ilíria e tornou-se um conselheiro confiável na corte de Filipe V da Macedônia. Ele tornou-se uma forte influência política para Filipe V e o encorajou a confrontar Roma. Demétrio lá permaneceu até sua morte, em Micenas, em 214 AC, ao tentar tomar a cidade.